# Almamellék
Almamellék (německy Homeli, Homelk, chorvatsky Mamelik) je obec v Maďarsku v župě Baranya, spadající pod okres Szigetvár. Nachází se asi 13 km severovýchodně od Szigetváru. V roce 2015 zde žilo 381 obyvatel, z nichž jsou (dle údajů z roku 2011) 76,2 % Maďaři, 8,1 % Němci, 3,9 % Romové, 0,2 % Rumuni a 0,2 % Chorvati.
Sousedními vesnicemi jsou Csebény, Horváthertelend, Ibafa a Szentlászló.